# Sagraea fuertesii
Sagraea fuertesii är en tvåhjärtbladig växtart som först beskrevs av Célestin Alfred Cogniaux, och fick sitt nu gällande namn av Brother Alain. Sagraea fuertesii ingår i släktet Sagraea och familjen Melastomataceae. Inga underarter finns listade i Catalogue of Life.